# ریکاردو نیر
ریکاردو نیر (انگلیسی: Ricardo Noir؛ زادهٔ ۲۶ فوریهٔ ۱۹۸۷) بازیکن فوتبال اهل آرژانتین است.
از باشگاه‌هایی که در آن بازی کرده‌است می‌توان به باشگاه فوتبال بانفیلد، باشگاه ورزشی بارسلونا، باشگاه فوتبال بوکا جونیورز، باشگاه فوتبال بارسلونا، باشگاه فوتبال نیولز اولد بویز، و باشگاه فوتبال راسینگ کلوب آویاندا اشاره کرد.